# تشارانغو

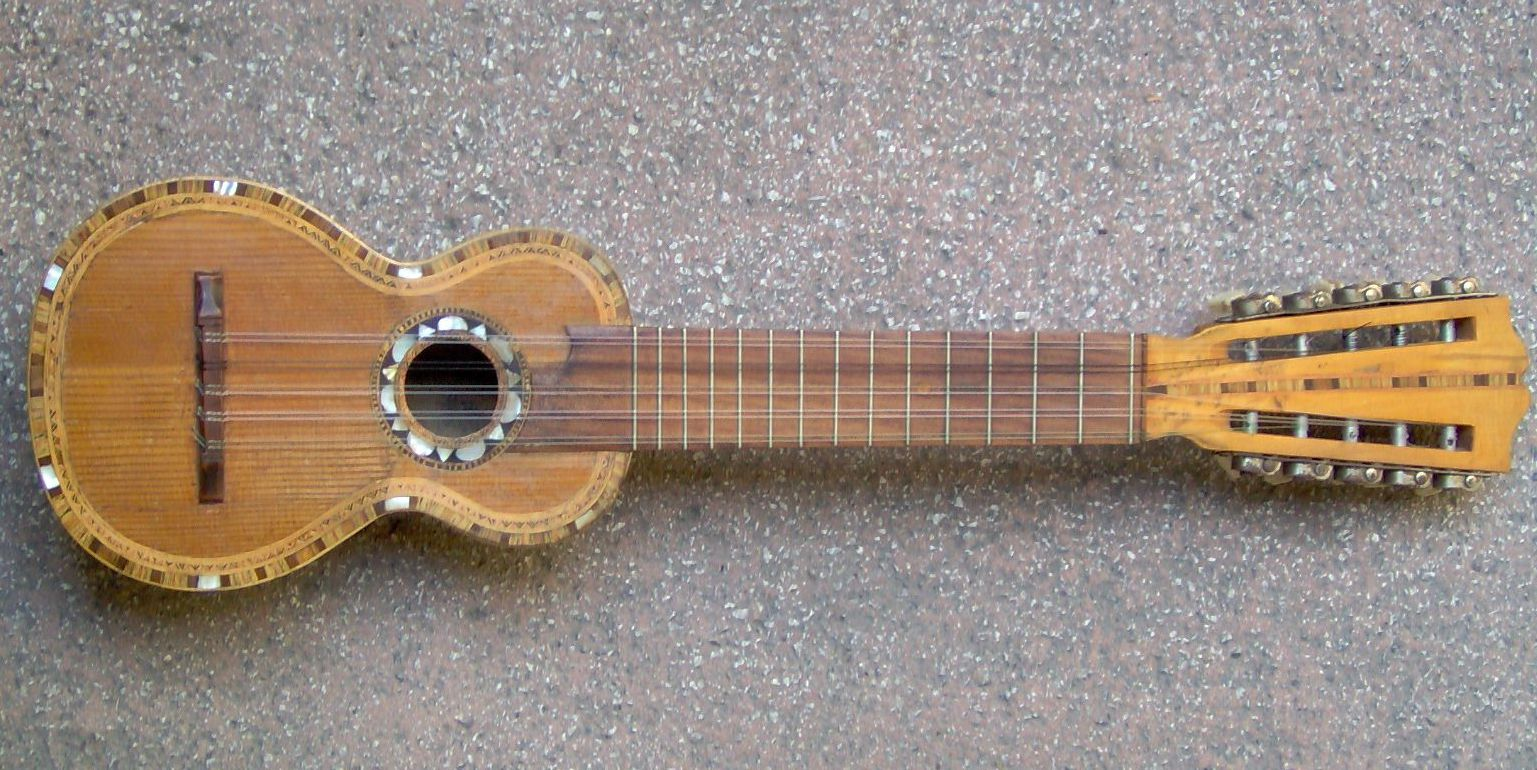
آلة التشارانغو.

التشارانغو (بالإسبانية: Charango)‏ هي آلة وترية صغيرة من عائلة الليوت تنتمي إلى منطقة جبال الأنديز. يرجح أنها نشأت لدى شعبي كيتشوا وآيمارا في عصور ما بعد كولومبوس، وذلك بعد أن أدخل الإسبان الآلات الوترية الأوروبية أثناء استعمارهم للبلاد. ينتشر التشارانغو اليوم في مناطق الأنديز في كل من الإكوادور وبيرو وشمال تشيلي وشمال غرب الأرجنتين، حيث تعد آلة موسيقية شعبية وتتخذ عدة أشكال متنوعة.